# Markomann háborúk
A markomann háborúk (vagy germán és szarmata háborúk) a Római Birodalom északi határán élő germán (markomannok, kvádok) és szarmata (jazigok) népek Róma elleni nagy háborúja volt 166-180 között. A Birodalom határán élő barbár törzsek a népvándorlás első hullámai miatt szerettek volna római területen letelepedni, ám a rómaiak ezt hosszú háború során megakadályozták. A rómaiak megvédték a határaikat, ám a dunai provinciákban óriási pusztítást okoztak a harcok. A harcokat ábrázolja a római Marcus Aurelius-oszlop.

## Előzmények

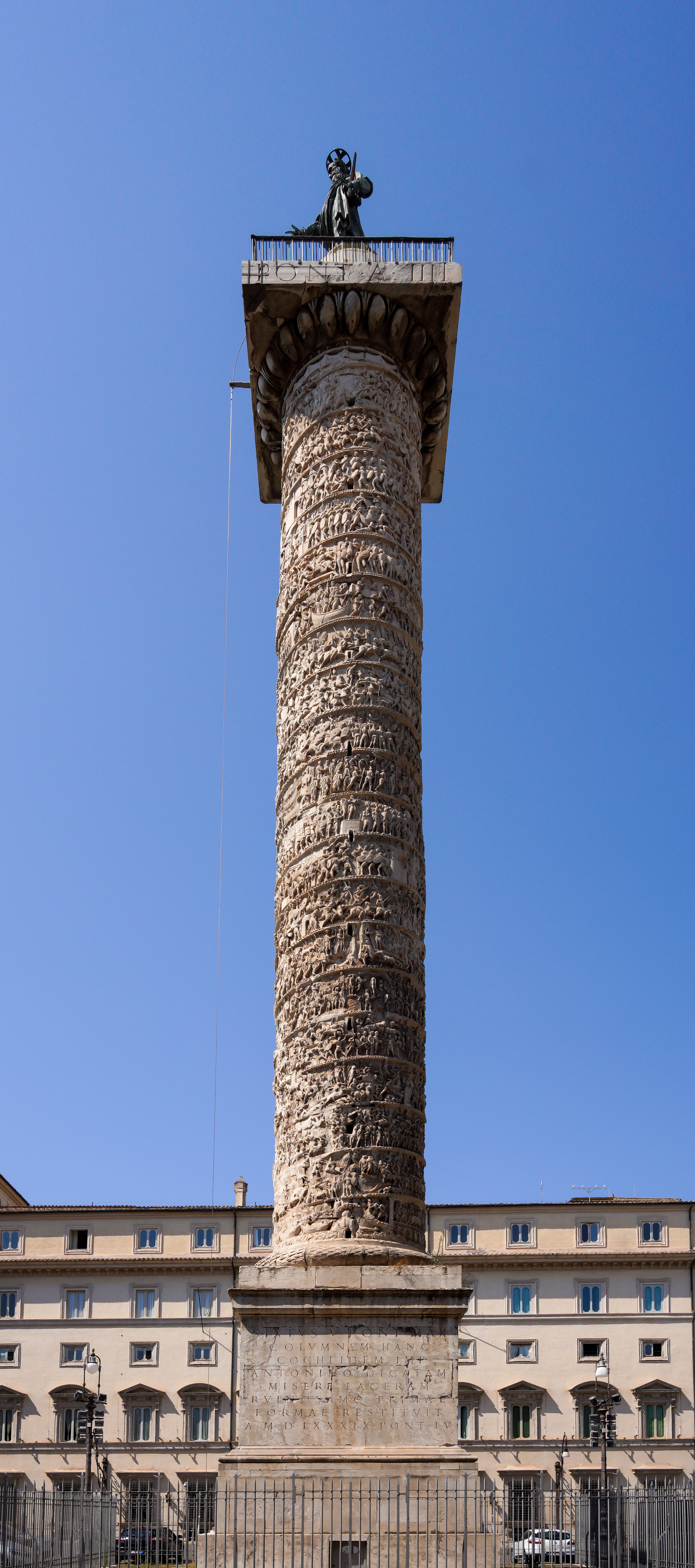
Marcus Aurelius római oszlopa

A Római Birodalom északi terjeszkedése során az 1. század közepére mindenhol elérte a Duna vonalát. Raetia, Noricum, Pannonia és Moesia területén is hozzákezdtek a folyamra támaszkodó védelmi vonal, a ripa kiépítéséhez. A 2. század elején Traianus dákok ellen indított hadjáratai után a Birodalomhoz csatolták Dacia területét. Így a határ emiatt itt elvált a Dunától, ám többi szakaszán, mintegy 2500 km hosszan a folyó továbbra is a Birodalom és a Barbarikum határát jelölte ki. A Duna bal partján élő barbár törzsek a 2. század közepére békés egymás mellett élést alakítottak ki a rómaiakkal. Időnként előfordultak ugyan kisebb háborúk, de általában mindkét fél hasznot húzott a kereskedelemből. Az egyes törzsek szövetségesi viszonyt építettek ki Rómával, pénzért cserébe időnként katonai támogatást nyújtottak más népek ellen Rómának. A rómaiak célja az volt, hogy a törzseket külön kezeljék, megakadályozva összefogásukat. A törzsek egymás közti konfliktusaikban egyre inkább Rómát tekintették döntőbírónak, de vándorlásaikat is bejelentették, amikhez a Birodalom hozzájárulását kérték. A 2. század közepére tehát katonai fenyegetést nem jelentettek a rómaiak számára.
A helyzet a 2. század közepén változott meg. A Közép-Európa északi részén élő germán törzsek (gótok, vandálok, longobárdok) ekkor indultak dél-délkelet felé új hazát keresni. A Rómával barátságos germán népek így beszorultak az északi támadók és a Dunára támaszkodó római védelmi vonal közé. A fokozódó támadások miatt szerették volna a Birodalom területére áttelepedni, ám ezt a rómaiak nem támogatták. A 161-ben trónra lépő Marcus Aurelius római császárnak az ugyanebben az évben kitört parthusok elleni háború miatt a Duna-menti tartományokból jelentős katonai erőt, több légiót is el kellett vonnia. A provinciák helytartóinak ügyes politizálása azonban még évekig távol tudta tartani a barbárokat a határoktól. Lehetséges, hogy a tárgyalásokkal a rómaiak csak idő akartak nyerni, a barbárok szándéka viszont ezek alapján egyértelműen nem a pusztítás és fosztogatás volt kezdetben. Mivel a rómaiak továbbra sem bocsátották be őket a Birodalomba, 166-ban kitört a térség nagy háborúja.

## A háború eseményei

### Az első markomann háború

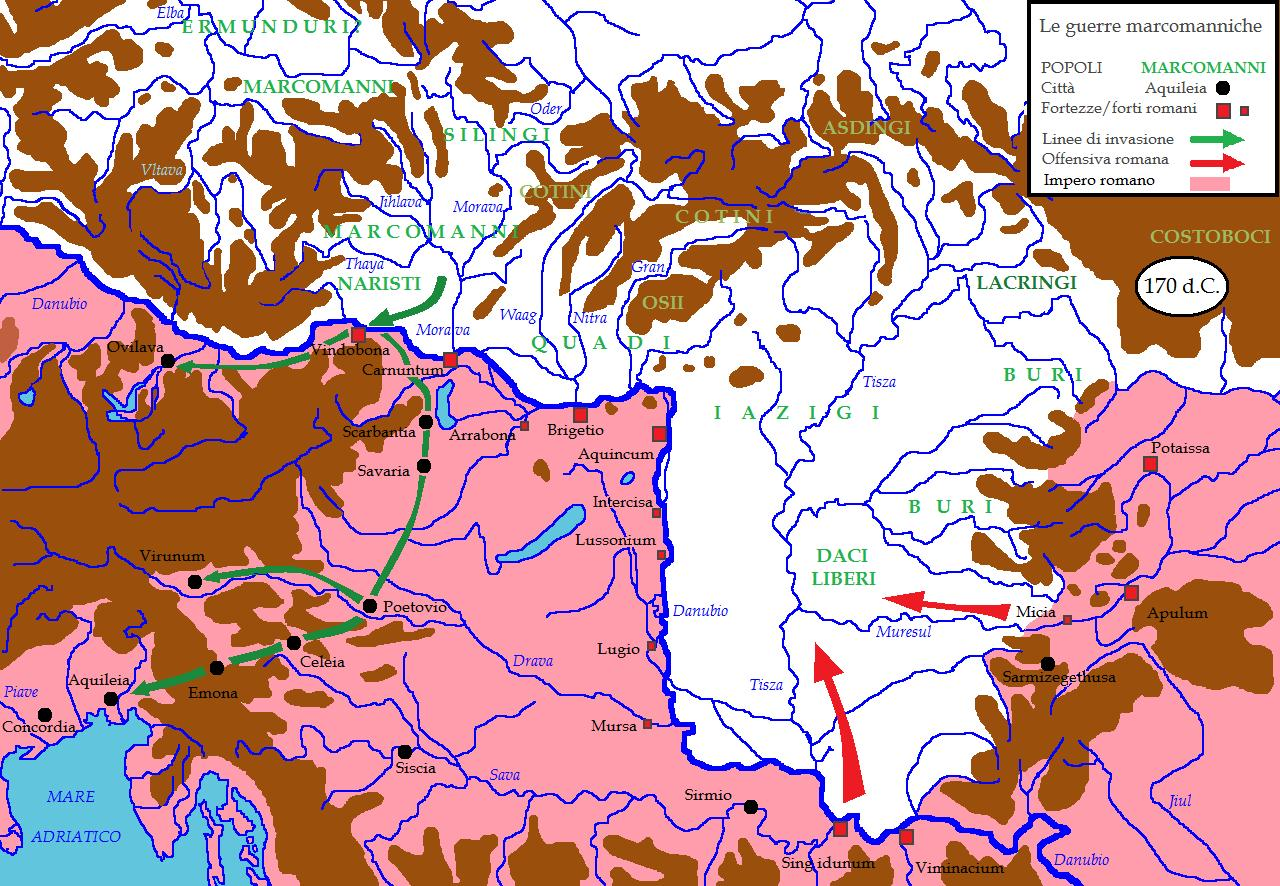
Az első markomann háború első szakasza

Az első támadók nem a régóta Róma határán élő barbárok, hanem a térségbe újonnan érkezett longobárdok és obiuszok voltak. 6000 fős seregük átkelt a Dunán, ám a helyi, pannóniai erők könnyedén legyőzték őket. A harcok nagyobb erővel csak 167-ben törtek ki a térségben, amikor a markomannok, kvádok, jazigok is bekapcsolódtak. Róma szerencséjére ekkorra véget ért a parthusok elleni háború, így erősítést tudtak hozni a térségbe.
A háború első eseményei közé tartozik, hogy a markomannok és a kvádok áttörtek a pannoniai limesen, majd a tartományt kifosztva Noricum és Itália területére is eljutottak. Itt megostromolták Aquileát és kifosztották Opitergium városát. A támadás nagy riadalmat keltett Rómában is, hiszen Itália területén a kimber háború óta, több mint 260 éve nem járt ellenség. A támadás pontos ideje nem ismert. Tudjuk viszont, hogy Marcus Aurelius és társcsászára, Lucius Verus 168-ban hozta létre az Itália hatékonyabb védelmét szolgáló rendkívüli parancsnokságot (praetentura Italiae et Alpinum), valamint hogy ebben az évben Aquileiában jártak. A parthus háborúban részt vett csapatok szintén 168-ban hozták be Itáliába a pestist (vagy fekete himlőt), ami az ókori szerzők a markomann háború kapcsán említenek. A két császár személyes vezetésével láttak hozzá a római légiók, hogy Pannoniát megtisztítsák a beözönlött germánoktól. Marcus Aurelius Pannoniában és Dáciában, Lucius Verus pedig Daciában és Moesia Superiorban irányította a védekezést. Intézkedései közül azt ismerjük, hogy a korábban a parthusok ellen harcoló, onnan visszatérve a moesiai Trosemisben állomásozó legio V Macedoniát Dáciába, Potaissa városában vezényelte át. Vélhetően a továbbra is pusztító pestis hatására a társcsászárok a Rómában való áttelelés mellett döntöttek. A hadszíntérről való visszatérés során, 169 elején vesztette életét a betegségben Lucius Verus, Marcus Aurelius pedig temetésének intézése miatt visszatért a fővárosba. 

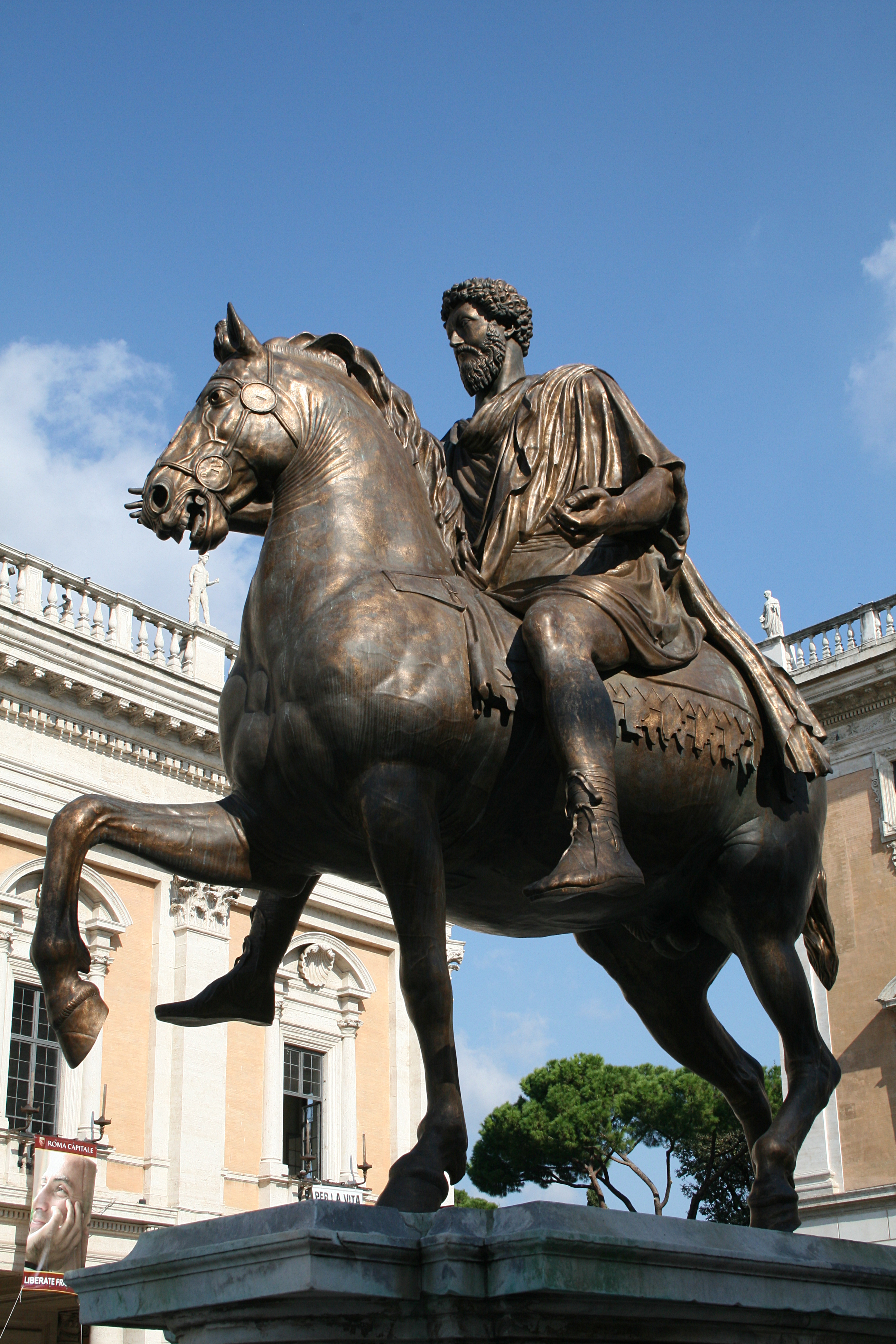
Marcus Aurelius lovasszobra a Capitoliumon

A császár még ugyanebben az évben, 169-ben újra megjelent a fronton. Az események részleteit nem ismerjük, ám valószínűleg ekkor már a teljes dunai hadszíntéren nagy erőkkel folytak az összecsapások. A parthusok elleni háborúban magát már kitüntető M. Claudius Fronto, Dacia Apulensis és Moesia Superior együttes helytartója irányította a sikeres harcokat a hadszíntér keleti részén. Ő azonban 169-ben vagy 170-ben a harcok során életét vesztette. A római Traianus-fórumon felállított szobrának felirata szerint: „miután sikeres csatákat vívott a germánokkal és a jazigokkal bátran harcolva az államért, elesett.” Halála után Moesia Superior helytartójának már nem a korábbi consuli, hanem csak praetori rangja volt. Ez arra utal, hogy a közvetlen veszélyben nem lévő tartomány egyik légióját áthelyezték máshova. Pannonia Inferior helytartói viszont feltehetően ekkor kaptak consuli rangot és egy új légiót, melynek neve azonban nem ismert. Bár így az nem bizonyítható, hogy azt Moesiából helyezték ide, az esemény azonban jelzi, hogy a harcok súlypontja a pannóniai területekre tevődött át. A császár továbbra is személyesen irányította az itteni hadműveleteket: két évet Carnuntumban töltött, majd Sirmiumba ment. Elmélkedések című művének két könyvét is a kvádok földjén, a Solvától nem messze lévő Garam menti táborban fejezte be.

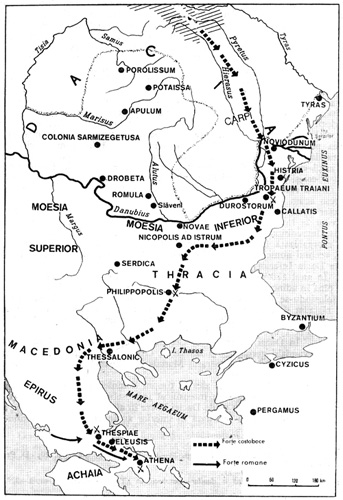
A kosztobókok és szarmaták balkáni hadjárata

A hadszíntér legkeletebbi részén a kosztobókok és a szarmaták Dacia kikerülésével a Kárpátok és a Duna torkolata között rátörtek Moesia Inferior tartományra. A rómaiak itt sem tudták a támadást visszaverni, így a barbárok a tartomány feldúlása után Macedonián keresztül Achaea provinciáig jutottak. Athén közelében kifosztották az eleusziszi szentélyeket. 171-ben vagy 172-ben győzte le őket Cornelius Clemens az egyik vandál törzs, az aszdingok segítségével. Ekkor már a rómaiak régi módszerükkel, az oszd meg és uralkodj elvével próbálták a barbárok szövetségét megtörni, így egyes törzsekkel szövetséget kötöttek. Tudunk olyan népekről is, akik egy részének engedélyezték a Birodalom területén való letelepedést. Cassius Dio beszámol egy Tarbus nevű barbár törzsfőről, aki Daciában pénzjáradékot követelt a Rómának adandó segítségért. Őt más törzsek segítségével szerelték le a rómaiak.

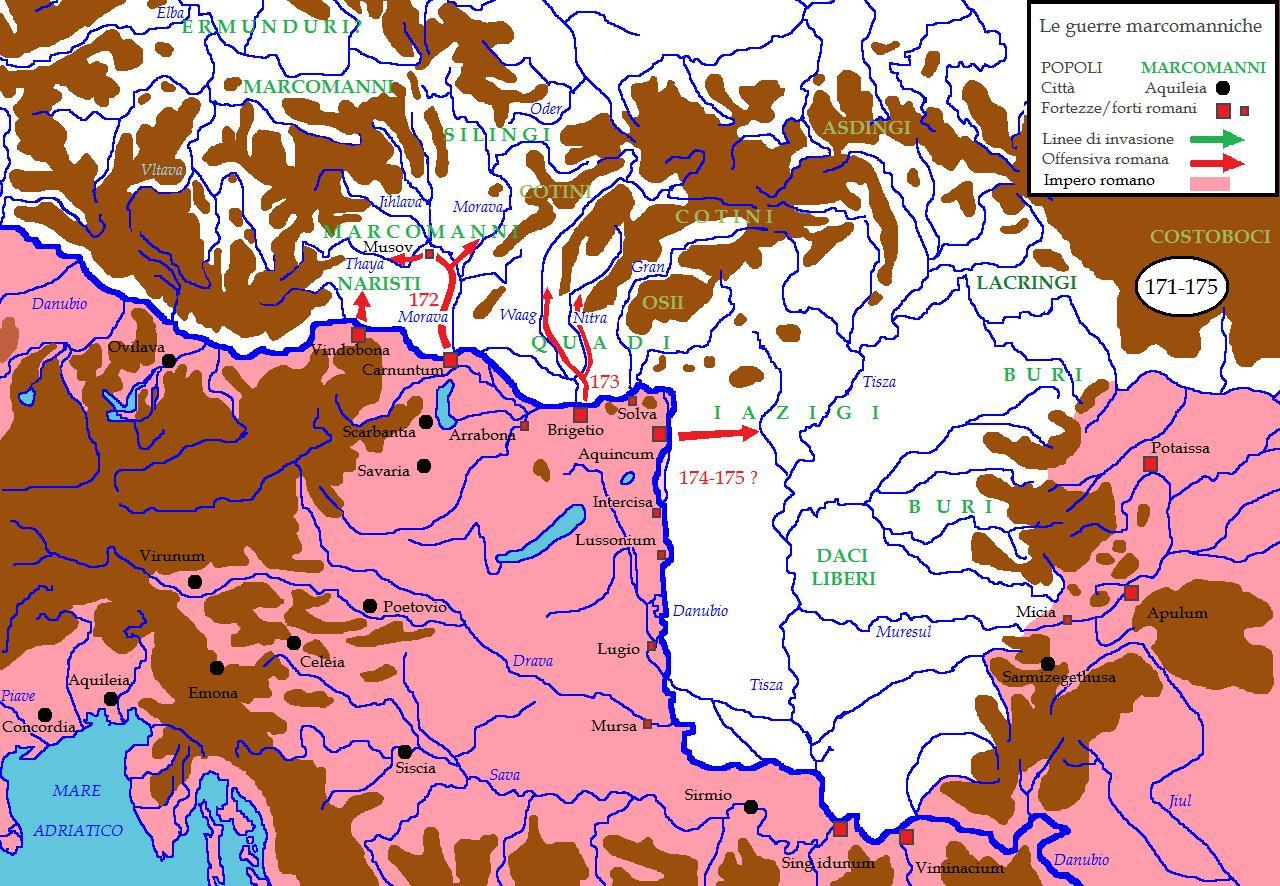
Az első markomann háború második szakasza

171-ben zajló harcok során elesett Macrinius Vindex preafectus praetorio (a testőrség parancsnoka). 172-ben a rómaiak támadásba mentek át. Több légió különböző egységeiből alakított csapataik Claudius Pompeianus, Maximus és Condianus Quintillius és későbbi császár, Pertinax vezetésével germán és szarmata területekre törtek be. Ezek a hadjáratok a barbárok koalíciójának megtörését úgy próbálták megvalósítani, hogy nagy erőket összpontosítottak a gyengébb, de központi elhelyezkedésük miatt fontos összekötő szerepet betöltő kvádok és cotinusok ellen. A támadások kiindulópontja Brigetio és ellenerődje, Celemantia lehetett. Feltehetőleg ekkor játszódott le az "esőcsoda" néven ismertté vált esemény is: a germánok földjén szomjúságtól elgyötört, körülzárt rómaiakat egy zápor lelkesítette fel, miközben a kvádok ostromtornyát villámok semmisítették meg. A beavatkozás isteni eredete a későbbiekben is központi kérdés maradt, több istennek is tulajdonították a tettet, a későbbi keresztény szerzők pedig a seregben harcoló keresztény katonák imáinak meghallgatásával magyarázták.

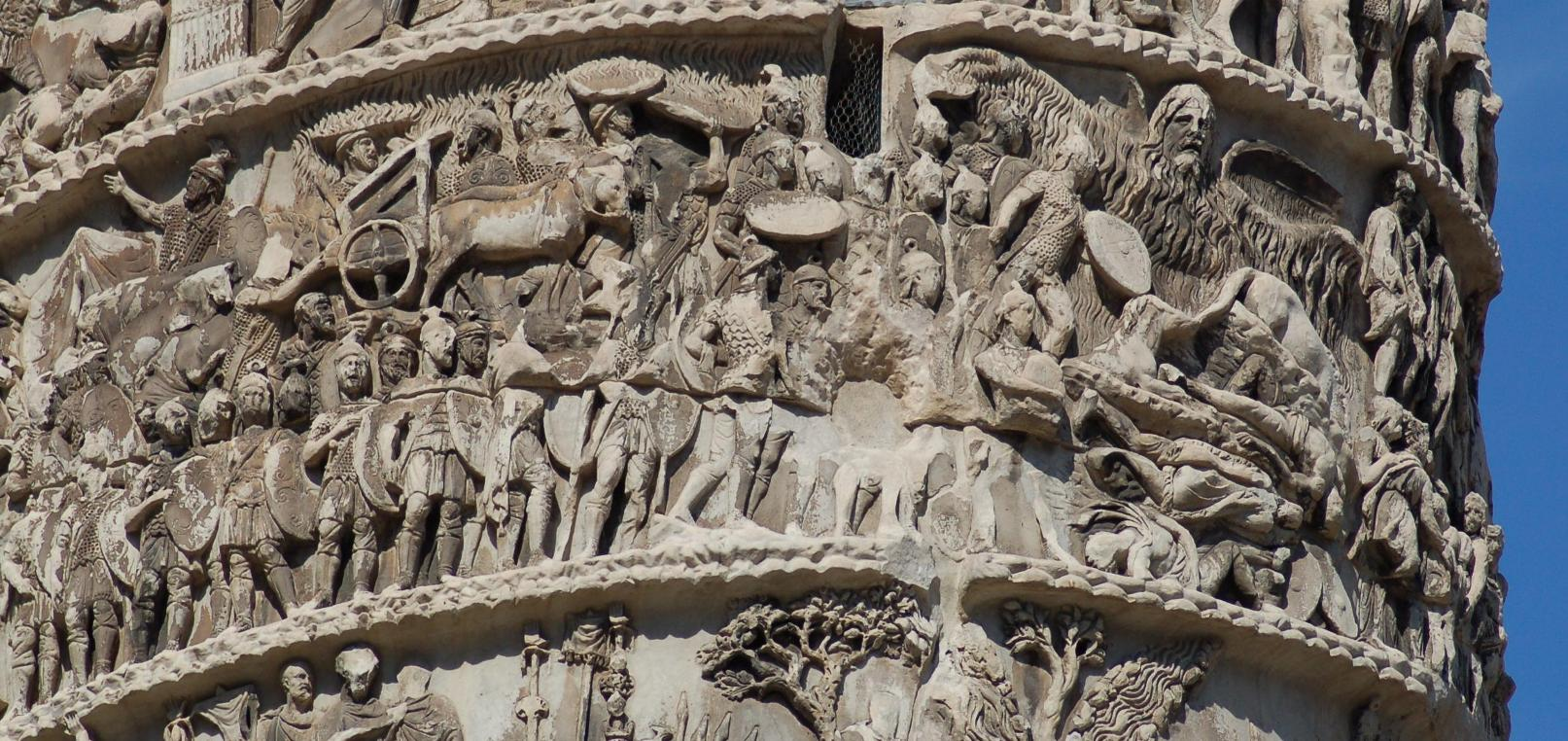
Az esőcsoda ábrázolása Marcus Aurelius római oszlopán

A legyőzött kvádoknak el kellett fogadniuk a Róma által kinevezett vazallus királyt, Furtiust, vissza kellett adniuk a foglyokat (az ókori források szerint ez 30 000 főt jelentett) és az elrabolt állatokat, valamint megtiltották számukra, hogy a római városok piacait látogassák. Utóbbi oka az lehetett, hogy így ne tudjanak a még mindig harcoló markomannok és jazigok számára kémkedni. Az együttműködésre hajlandó kvádok egy részének az elpusztított római területeken, Moesiában, Daciában, Pannoniában sőt Itáliában engedélyezték a letelepedést.
173-ban a rómaiak a markomannok és szomszédaik ellen fordultak. A harcok részleteiről nem szólnak a források, de azt tudjuk, hogy eközben a Furtius uralmával elégedetlen kvádok máris fellázadtak. Az új kvád király Ariogaesius tárgyalni akart, ám a markomannok ellen sikeres Marcus Aurelius erre nem volt hajlandó. Győzelme után a markomannaok a korábbi kvád békéhez hasonló feltételeket kaptak azzal kiegészítve, hogy ki kellett üríteniük a Duna mentén egy széles sávot. A markomannok szomszédai közül a tőlük keletre, a kvádok felé élő naristák legyőzéséről tudunk, akiknek királyát, Varaót egy római segédcsapat vezére ölte meg. A békefeltételek betartásának ellenőrzésére az egyes népek területére római katonák kerültek. Parancsnokaik közül a katonai szakíró, Terruntunus Paternus nevét ismerjük, akit a római ellenőrzéssel elégedetlen cotinusok bántalmaztak. Elűzését római büntetőhadjárat követte, a rómaiak győzelme után azonban a cotinusokat  és a naristákat is Pannoniába telepítették át.

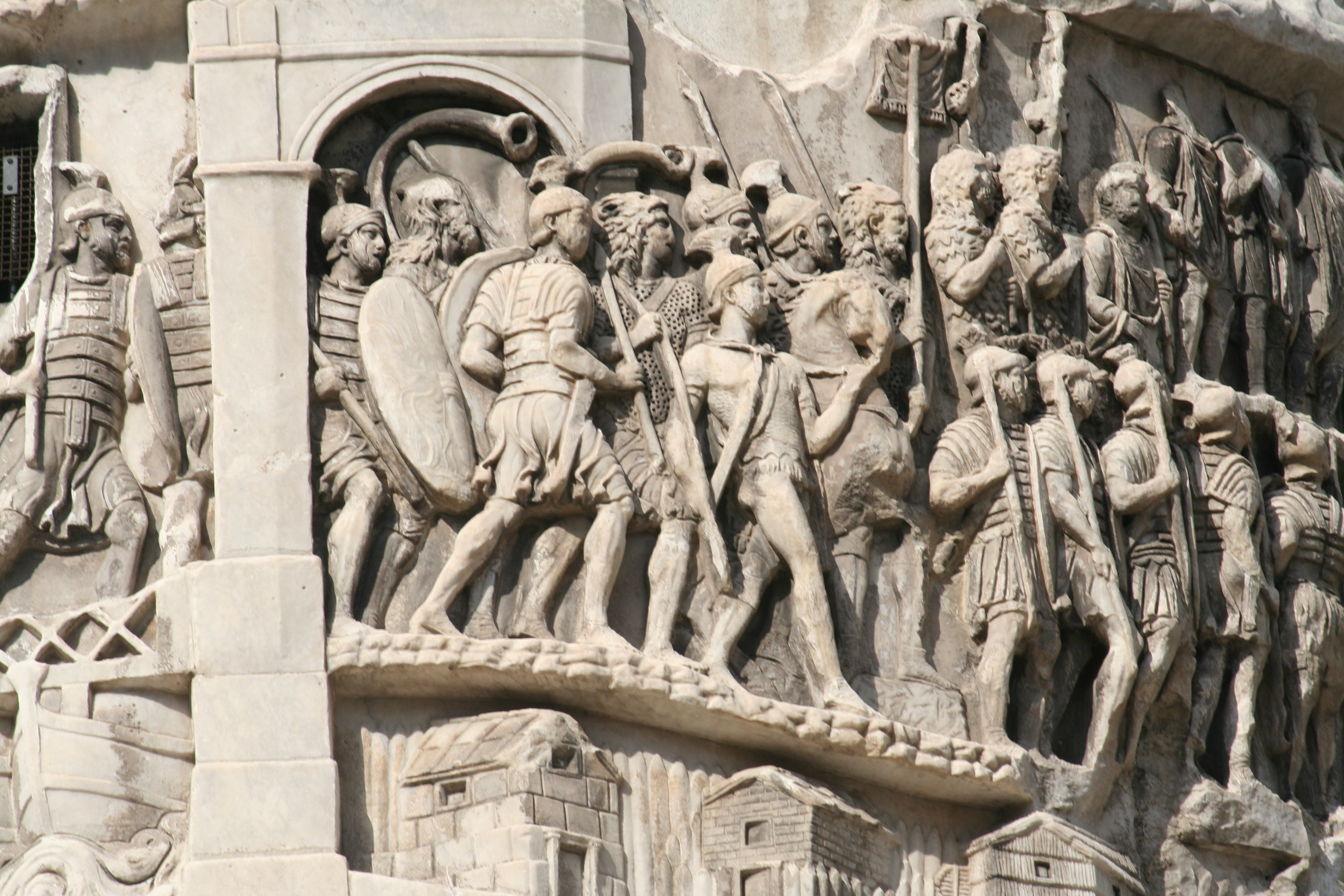
A háború ábrázolása a Marcus Aurelius-oszlopon

Az uralkodó már azt tervezte, hogy 173 végén elhagyja a hadszínteret, ám a jazigok legyőzése még hátravolt. Ők 173-174 telén átkeltek a befagyott Dunán és Pannoniában pusztítottak. Marcus Aurelius Sirmiumba tette át székhelyét, innen irányította a további hadműveleteket. A markomannoknak szabott feltételeket máris enyhítették: bizonyos napokon látogathatták a római városok vásárait és a kiürített határsáv szélességét is felére csökkentették. Ők nem, de a kvádok csatlakoztak a jazigokhoz. Ariogaesus király elfogásával azonban sikerült őket lecsendesíteni. A jazigok megverése után, már 174 elején királyuk, Banadaspus vazallusi szerződés ajánlott a császárnak, aki még nem lehetett a feltételekkel megelégedve, mert ezt elutasította. A királyt alattvalói fogságba ejtették. Egy újabb, nagyobb római győzelem után Marcus Aurelius megkezdte a tárgyalásokat az új jazig királlyal, Zanticussal. A megegyezés értelmében a jazigok visszaadtak - Cassius Dio leírása szerint - százezer római hadifoglyot. A markomannokénál kétszer szélesebb határsávot kellett kiüríteniük és 8000 fős segédcsapattal kellett Róma rendelkezésére állniuk. Nem tudjuk, hogy a császárnak milyen távlati tervei voltak a barbárok végleges megfékezésére, mert eközben a Birodalom keleti területein kitört Avidius Cassius felkelése. Marcus Aurelius felfüggesztette a további hadműveleteket és hadseregével a lázadó ellen vonult.

### A második markomann háború

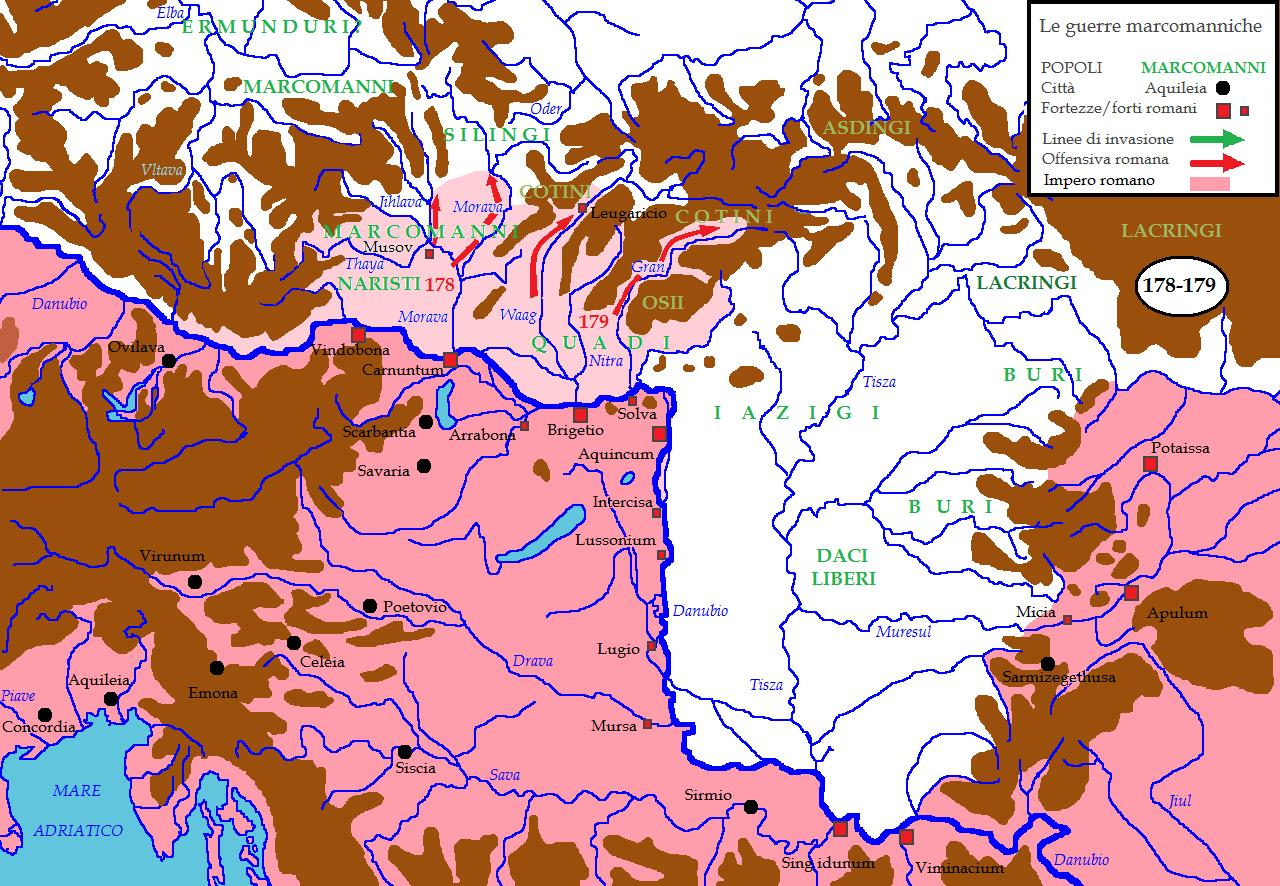
A második markomann háború (178-179)

A Duna mentén az ellenségeskedés a barbárok kezdeményezésére újult ki 177-ben. Az események kronológiáját ebben a háborúban is csak körülbelül ismerjük. Még 177-ben egyes törzsek betörtek Pannoniába, több római hadvezér sem boldogult velük. A harcokban elesett Bassaeus Rufus praefectus praetorio is. A rómaiak helyzetének romlását jelzi, hogy ismét Marcus Aurelius személyes jelenlétére volt szükség, aki 178-ban érkezett Pannoniába társcsászárrá megtett fiával, Commodussal. 179 közepén legyőzték a jazigokat és a Kárpátok északkeleti részén élő búr törzset. A jazigok az új békeszerződés értelmében bizonyos napokon látogathatták a római vásárokat, de nem közelíthették meg a Duna szigeteit és nem lehettek hajóik a folyón. Dacia provincia helytartójának engedélyével azonban a római területen keresztül kapcsolatot tarthattak fenn rokonaik, a Daciától délkeletre élő roxolánok törzsével.

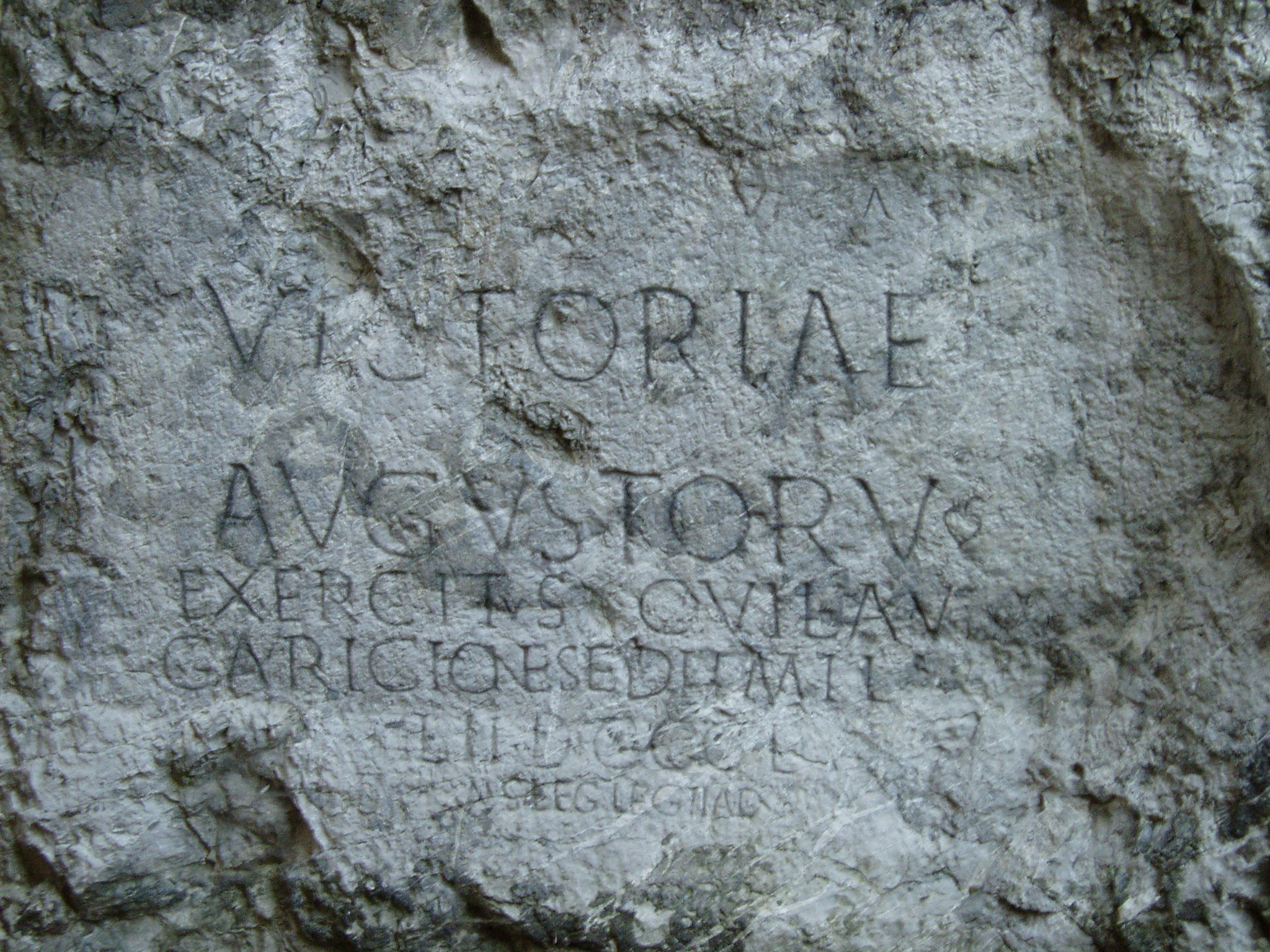
Marcus Valerius Massimianus trencséni felirata

Marcus Aurelius 179-ben bejelentette a markomannok és jaziogok földjének elfoglalását, ez azonban csak jelképes értelemben lehetett így. Viszont a római sereg egy 40 000 fős különítménye 179-180 telén az ellenséges területen, a kvádok földjén töltötte. Ennek emlékét őrzi egy latin felirat a trencséni vár szikláján. Nem dönthető el a források alapján, hogy ez az akció csak egy hadjárat volt, vagy már a terület végleges meghódításának, bekebelezésének egyik első lépése. A császár terveiben ugyanis két új provincia, Marcomannia és Sarmatia megszervezése is szerepelt. Tervei azonban nem valósultak meg, mert 180. március 17-én Vindobonában életét vesztette. 180 augusztusában Commodus még aratott egy nagy győzelmet a germánok felett, majd a béke megkötése után, ősszel visszatért Rómába. A béke a korábbi feltételek mellett még azt is tartalmazta, hogy a barbár törzsek belpolitikai viszonyait római centuriók ellenőrizhették. Arról nem szólnak a források, hogy ez a rendszer hány évig működött, de szinte biztos, hogy még Commodus halála (192) előtt megszűnt.

## Harmadik markomann háború

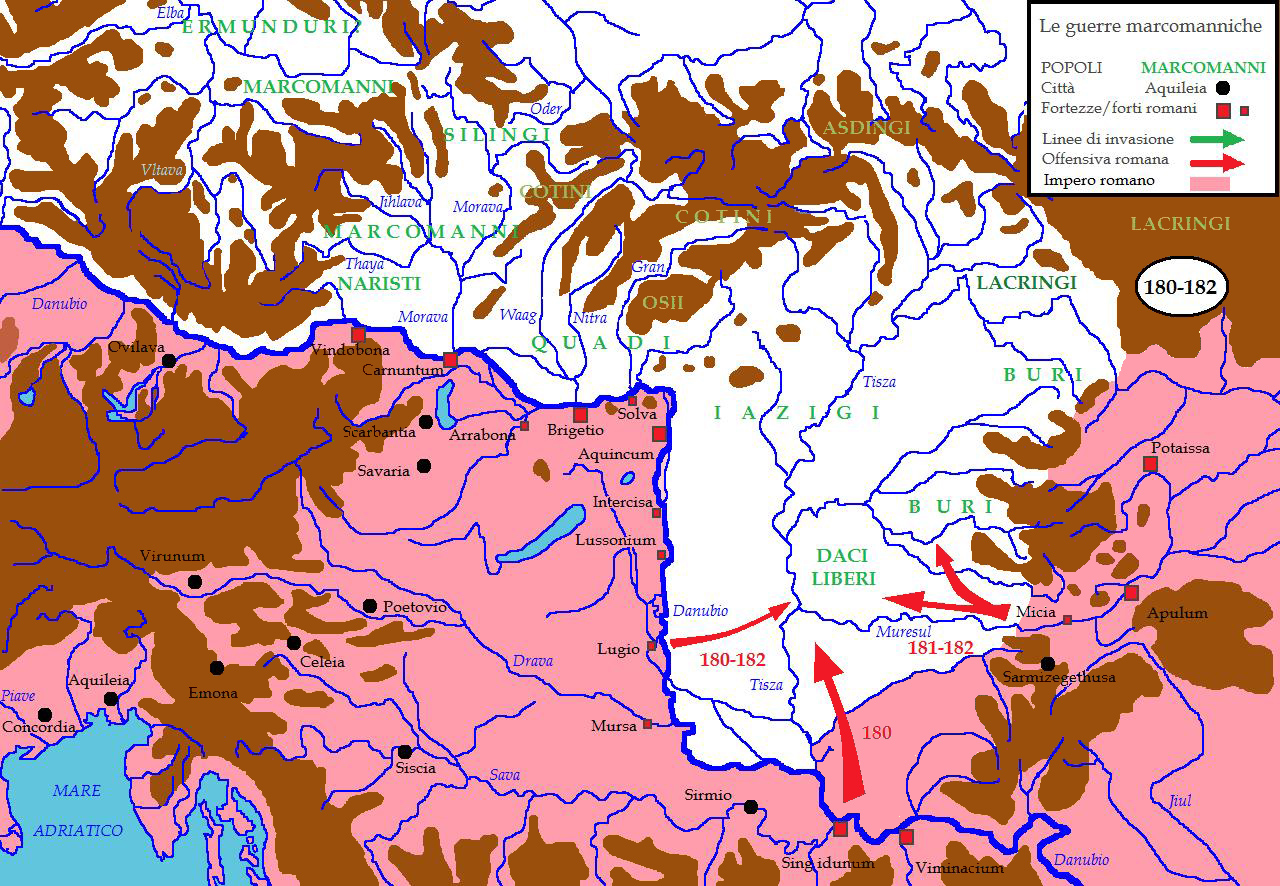
A harmadik markomann háború térképen

Commodus folytatta apja harcait, de minél előbb le akarta zárni a háborút. 180-ban a Dáciától északra élő búrok ellen vezetett hadjáratot. Győzelme után túszokat szedett tőlük, kiszabadított 15 000 hadifoglyot és megtiltotta, hogy a provincia határaihoz 40 stadionnál (kb. 7,6 km) közelebb letelepedjenek vagy akár csak legeltessenek. Dacia helytartója, Vettius Sabinianus 12 000 barbár dáknak ajánlotta fel, hogy áttelepedhetnek a provinciába, ahol földet is kapnak. A későbbiekben csak Dáciától északkeletre élő „szabad dákok” ellen folytak harcok, mert a gótok vándorlása leginkább őket szorította Róma határai felé. Commodus e harcok során, 182 közepén vette fel a „Germanicus Maximus” nevet.

## Következmények
Bár a markomann háborúkból Róma győztesen került ki, az elhúzódó események megmutatták a virágkorát élő birodalom északi határvédelmének gyengeségét. A harcokban a dunai provinciák városai, erődítményei nagy károkat szenvedtek, a lakosság jelentős része pusztult el, esett fogságba vagy menekült más területekre. Pótlásukra több helyen a békét kötő barbárokat telepítették le, akiknek eredeti céljuk éppen ez volt. A Római Birodalom  - bár területi egységét megőrizte -, nem tudta kiterjeszteni fennhatóságát a Dunától északra lévő területekre. Viszont arra még volt elég erőforrása, hogy a háborúban elpusztult területeket újjáépítse (pl. Pannoniában a palánkból épült erődítményeket a harcok után kőből építették újjá), így a 3. század elején egy újabb fénykorát élte a térség. De a későbbi évszázadokban Róma már nem volt képes a hasonló barbár támadások ellen hatékonyan védekezni és a népvándorlás újabb hullámai elpusztították a Birodalom nyugati részét.